# Bodilus ictericus ictericus
Bodilus ictericus ictericus é uma subespécie de insetos coleópteros polífagos pertencente à família Aphodiidae.
A autoridade científica da subespécie é Laicharting, tendo sido descrita no ano de 1781.
Trata-se de uma subespécie presente no território português.